# Saboteur (Spiel)
Saboteur ist ein semikooperatives Kartenspiel für 3 bis 10 Spieler ab 8 Jahren von Frédéric Moyersoen. Es dauert ca. 30 Minuten und wurde 2004 von dem Spieleverlag Amigo veröffentlicht. Das Spiel wurde international und in einigen Ländern in mehreren Auflagen publiziert. Zudem erhielt es 2014 mit Saboteur 2 eine umfassende Ergänzung und 2016 wurde ein eigenständiges Zwei-Personen-Spiel unter dem Titel Saboteur – Das Duell veröffentlicht.

## Hintergrund und Ausstattung
In dem Spiel Saboteur basiert auf einem Verrätermechanismus, bei dem einzelne oder mehrere Mitspieler gegen die restlichen Spieler mit einem gemeinsamen Ziel spielen, und ähnelt darin Spielen wie Die Werwölfe von Düsterwald oder Tempel des Schreckens. Es handelt sich um ein Kartenspiel, bei dem die Mehrheit der Spieler gemeinsam versucht, durch den Bau eines Tunnelsystems einen Goldschatz zu finden; einzelne Spieler versuchen dies als Saboteure zu verhindern. Je nach Ergebnis gewinnen entweder die kooperativ arbeitenden Zwerge, wenn sie das Gold finden, oder die Saboteure, wenn dies nicht passiert.
Das Spielmaterial besteht in der Basisversion neben den Spielregeln aus insgesamt 110 Karten:
- 11 Zwergenkarten (7 Goldsucher, 4 Saboteure)
- 44 Wegekarten (1 Startkarte), 3 Zielkarten (1 Gold, 2 Stein), 31 Verbindungskarten (5 Kreuzungen), 10 T-Stücken (5 hoch, 5 quer), 9 Kurven (links, rechts), 7 Linien (4 lang, 3 kurz), 9 Sackgassenkarten (je 1× analog der sieben verschiedenen Verbindungskarten, 2 einseitige Endstücke (1 hoch, 1 quer))
- 27 Aktionskarten (9 Sabotagekarten (je 3× Wagen, Laterne, Spitzhacke)), 9 Befreiungskarten (je 2× Wagen, Laterne, Spitzhacke und 3× mit zwei Symbolen), 6 Karten zum Nachgucken (Schatzkarte), 3 Karten zum Entfernen (Steinschlag)
- 28 Goldkarten (16× 1 Gold, 8× 2 Gold, 4× 3 Gold)

## Spielverlauf
Zu Beginn des Spiels werden je nach Anzahl der Mitspieler Sets von Zwergenkarten mit Goldsuchern und Saboteuren zusammengestellt, gemischt und an die Spieler verteilt. Hierbei wird immer eine Karte mehr eingemischt, als es Mitspieler gibt, um die genaue Anzahl der Rollen zu verschleiern. Die Spieler schauen sich ihre Zwergenkarte verdeckt an und halten ihre Rolle, Goldsucher oder Saboteur, bis zum Spielende geheim. Bei kleinen Runden enthalten die Sets dabei nur einen Saboteur, bei größeren Runden bis zu vier. Die Startkarte wird auf dem Tisch offen ausgelegt, die drei Zielkarten werden gemischt im Abstand von sieben Karten verdeckt so ausgelegt, dass zwischen ihnen noch jeweils eine Karte Platz findet. Die restlichen Wegekarten werden zusammen mit den Aktionskarten gemischt. Nun erhalten die Spieler jeweils ihr Blatt auf die Hand, wobei die Anzahl der Handkarten abhängig ist von der Spieleranzahl. Die übrigen Karten werden auf einen Stapel neben dem Spielfeld abgelegt. Auch die Goldkarten werden gemischt und neben das Feld gelegt.
Beginnend mit einem Startspieler spielen die Mitspieler reihum im Uhrzeigersinn, wobei sie immer eine Karte ausspielen und eine nachziehen müssen. Sie können dabei entweder eine Wegekarte an das Tunnelsystem anbauen, eine Aktionskarte ausspielen und die Aktion ausführen oder eine Karte verdeckt auf den Ablagestapel legen (passen). Karten werden so lang nachgezogen, bis der Nachziehstapel aufgebraucht ist, danach spielen alle Spieler nur noch mit ihren verbliebenen Handkarten weiter. Die Goldsucher werden im Spiel versuchen, den Schatz unter den drei Zielkarten zu finden, die Saboteure müssen dies verhindern.
Wegekarten gibt es im Grundspiel in verschiedenen Versionen: einfache Wege, Kurzen, Kreuzungen und T-Stücke. Die Aktionskarten ermöglichen den Spieler auf unterschiedliche Weise in das Spiel einzugreifen:
| Aktionskarte            | Aktion | Anzahl                                                              |
| ----------------------- | --- | ------------------------------------------------------------------- |
| Sabotage rotes Symbol   | Eine Sabotagekarte wird offen vor einen Mitspieler ausgelegt. Mit dieser Karte wird ein Teil seines Arbeitsgerätes zerstört und er wird an der Weiterarbeit am Tunnelsystem behindert, bis dieses Objekt wieder repariert ist.                                                   | je dreimal Wagen, Laterne, Spitzhacke                               |
| Reparatur grünes Symbol | Eine Reparaturkarte wird offen vor einen Mitspieler ausgelegt, bei dem eine entsprechende Sabotagekarte liegt. Mit dieser Karte wird ein sabotiertes Teil seines Arbeitsgerätes wieder repariert und er darf in der Folge wieder am Tunnelsystem mitarbeiten.                    | je zweimal Wagen, Laterne, Spitzhacke und dreimal mit zwei Symbolen |
| Steinschlag             | Spielt ein Spieler einen Steinschlag aus, kann er eine beliegige Karte aus dem Wegesystem entfernen. Die entstandene Lücke kann im weiteren Spiel wieder gefüllt werden, an abgeschnittenen Bereichen des Wegesystems darf erst nach dem Lückenschluss wieder gearbeitet werden. | Drei                                                                |
| Schatzkarte             | Spielt ein Spieler eine Schatzkarte aus, darf er sich geheim eine der drei Zielkarten ansehen. | Drei                                                                |

Die Spielrunde kann auf verschiedene Arten enden. Gelingt es den Goldsuchern, eine durchgängigen Weg von der Startkarte zu der Zielkarte mit dem Goldschatz zu legen, haben sie das Spiel gewonnen. Gelangen sie zu einer Kohlenkarte, geht das Spiel weiter, bis die Goldkarte erreicht wird. Die Runde endet auch, wenn kein Spieler mehr eine Karte zum Ausspielen auf der Hand hat; in dem Fall gewinnen die Saboteure das Spiel. Danach werden abhängig von der Anzahl der Goldsucher oder der Saboteure  Goldkarten an die Gewinnergruppe (Saboteure oder Goldsucher) verteilt.
Das Spiel endet nach der dritten Runde. Gewinner des Spiels ist der Spieler, der in diesen drei Runden die meisten Goldstücke bekommen hat. Bei einem Gleichstand gibt es mehrere Gewinner.

## Erweiterungen
Für Saboteur erschienen eine Erweiterung mit dem Titel Saboteur 2 sowie mehrere Mini-Erweiterungen mit zusätzlichen Karten und Spieloptionen. Diese Erweiterungen können alle nur gemeinsam mit dem Grundspiel gespielt werden und sind entsprechend keine eigenständigen Spiele.

### Saboteur 2
Im Jahr 2011 erschien mit Saboteur 2 ein Erweiterungsset. Es wird gemeinsam mit dem Basisspiel gespielt und erweitert dieses unter anderem um einen neuen Rohstoff (Kristall) und neue Rollen wie zwei konkurrierende Teams, den Geologen, den Chef und den Profiteur. Es werden auch neue Aktionskarten wie der Diebstahl oder der Mützentausch und neue Elemente wie die Brücke, die Tür und die Leiter eingeführt.
Außerdem haben einige Wegekarten zusätzliche Sackgassen. Folgendes Spielematerial liegt der Erweiterung bei:
- 15 Zwergenkarten (3 Saboteure, je 4 blaue und grüne Goldsucher, je 1 Chef, Profiteur, Geologe)
- 30 Wegekarten (26 Verbindungskarten: eine Kreuzung, sechs T-Stücke (4 hoch, 2 quer), 7 Kurven (links, rechts), 8 Linien (4 lang, 4 kurz), 2 Tunnel, 2× Doppelkurven (1 links, 1 rechts), 6× mit Tür (3 blau, 3 grün), 2× mit Leiter, 8× mit Kristall)
- 4 Sackgassenkarten, einseitiges Endstück (2 hoch, 2 quer), je 2× mit Leiter oder mit Kristall
- 3 Blockadekarten (Gefängnis)
- 4 Befreiungskarten (Gefängnis)
- 3 Diebstahlkarten
- 4 Hände-weg-Karten (kein Diebstahl)
- 1 Karte zum Entfernen (Steinschlag)
- 2 Karten zum Angucken einer fremden Zwergenkarte
- 2 Karten zum Austauschen der Zwergenkarte (Mützentausch)
- 2 Karten zum Austauschen der Handkarten
- 32 Goldplättchen (14× 1 Gold, 9× 2 Gold, 9× 5 Gold)

Zum Spielen werden alle Wege- und Aktionskarten des Grundspiels mit denen der Erweiterung gemischt, die Zwergenkarten des Grundspiels und auch die Goldkarten werden dagegen nicht benötigt; als Rollenkarten dienen entsprechend nur die 15 Zwergenkarten der Erweiterung. Diese werden entsprechend der Mitspieleranzahl gemischt und verteilt, sodass jeder Spieler eine Rolle hat. Vom gemischten Stapel der Wege- und Aktionskarten werden 10 Karten entfernt, der Rest bildet den Nachziehstapel.
Das Spiel selbst folgt den Regeln des Grundspiels, beim Passen dürfen allerdings bis zu drei Karten abgeworfen und nachgezogen werden. Unterschiede zum Grundspiel bestehenn vor allem in den neuen Rollen und entsprechend den damit verbundenen Aufgaben der Zwerge:
| Rolle                             | Aktion | Anzahl  |
| --------------------------------- | --- | ------- |
| blaue Goldsucher gelbe Goldsucher | In der Erweiterung spielen zwei Goldsucherteams gegeneinander und versuchen jeweils für ihr Team das Gold zu finden. Gelingt es einem blauen oder einem gelben Zwerg, das Gold zu finden, gewinnt nur dessen Team. Findet ein anderer Mitspieler das Gold, gewinnen beide Teams gemeinsam und teilen den Schatz | je vier |
| Chef                              | Der Chef spielt für beide Teams und gewinnt mit, wenn eines oder beide Teams gewinnen. Er kann alleine gewinnen, wenn es eine Verbindung zum Schatz gibt aber beide Teams durch entsprechende Türen vom Schatz ausgesperrt sind und kein Profiteur mitspielt.                                                   | einer   |
| Profiteur                         | Der Profiteur kann gemeinsam mit jedem Team gewinnen – auch mit den Saboteuren. Er gewinnt jedoch allein, wenn entweder eine Verbindung zum Schatz besteht, aber beide Teams durch Türen ausgeschlossen sind und kein Chef im Spiel ist, oder wenn keine Verbindung besteht und keine Saboteure teilnehmen.     | einer   |
| Geologe                           | Der Geologe interessiert sich nicht für den Goldschatz und sammelt statt Gold lieber Kristalle. Er bekommt bei Spielende so viel Gold, wie Kristalle im Wegesystem aufgedeckt werden. | zwei    |
| Saboteur                          | Wie im Grundspiel gewinnen die Saboteure, wenn bei Spielende kein durchgängiger Weg zum Goldschatz hergestellt wurde. | zwei    |

In der Erweiterung gibt es zudem neue Wegekarten in Form von Brücken, Doppelkurven, Wege mit Leitern als direkte Verbindung zur Startkarte sowie Türen, die jeweils für eines der beiden Teams nicht passierbar sind. Zudem kommen Kristalle auf den Wegkarten vor. Hinzu kommen neue Aktionen:
| Aktionskarte        | Aktion | Anzahl |
| ------------------- | --- | ------ |
| Diebstahl           | Eine Diebstahlkarte legt ein Spieler offen vor sich aus. Er darf damit am Ende der Runde einem beliebigen Spieler eine Goldkarte stehlen. | vier   |
| Hände weg           | Eine „Hände-weg“-arte legt ein Spieler offen auf eine ausliegende Diebstahlkarte, die damit aus dem Spiel entfernt wird. | drei   |
| Gefangen            | Eine „Gefangen“-Karte wird offen vor einen Mitspieler ausgelegt. Der Spieler wird damit an der Weiterarbeit am Tunnelsystem behindert, bis er befreit wird. Liegt die Karte bei Rundenende noch vor ihm, kann er keinen Anteil am Goldschatz erhalten. | drei   |
| Befreit             | Eine „Befreit“-Karte wird offen vor einen Mitspieler ausgelegt, bei dem eine „Gefangen“-Karte liegt. Diese Karte wird damit aus dem Spiel entfernt und der betreffende Spieler darf wieder am Tunnelsystem mitarbeiten.                                | vier   |
| Inspektion          | Mit der Inspektion darf sich ein Spieler geheim die Rollenkarte eines anderen Spielers ansehen. | zwei   |
| Mützentausch        | Mit dem Mützentausch kann ein Spieler gezwungen werden, seine Rollenkarte abzugeben und sich eine neue zu nehmen. Ein Spieler kann einen Mützentausch auch auf sich selbst anwenden.                                                                   | zwei   |
| Handkarten tauschen | Mit dieser Karte tauscht ein Spieler seine Handkarten mit denen eines beliebigen anderen Mitspielers. | zwei   |

Anders als im Grundspiel kann ein Spieler durch das Ablegen von zwei beliebigen Karten eine Karte, die vor ihm liegt, entfernen. Er zieht am Ende seines Zuges allerdings nur eine Karte nach und spielt bis zum Spielende entsprechend mit reduzierter Handkartenanzahl. Das Spiel endet wie das Grundspiel, danach kommt es zur Verteilung des Goldschatzes.

### Stollengold
Durch die 2014 erschienene und aus drei Karten bestehende Promo-Erweiterung Stollengold wird es dem Spieler ermöglicht, in den Stollen weitere Goldstücke zu finden. Zu Beginn jeder Runde, nachdem die Zwergenkarten verteilt wurden, wählt der Spieler rechts vom Startspieler eine der drei Stollengoldkarten aus und legt sie offen auf ein beliebiges freies Feld zwischen der Startkarte und den Zielkarten. Die Karte bleibt bis zum Ende der Runde an dieser Stelle liegen. Der erste Spieler, dem es gelingt, einen ununterbrochenen Weg von der Startkarte zum Stollengold herzustellen, erhält den auf der Karte angegebenen Goldwert. Um sich das Gold zu sicher, muss er entweder aus der laufenden Runde aussteigen oder das Spiel weiterspielen und am Ende zum Gewinnerteam gehören. Falls der Spieler weiterspielt und seine Mannschaft verliert, erhält er kein Gold und muss das Stollengold ablegen.

### Wegezoll
Im Rahmen des Brettspiele-Adventskalenders von Frosted Games im Jahr 2016 veröffentlichte Amigo eine Mini-Erweiterung mit dem Namen Wegezoll bestehend aus je zwei Zwergfiguren und Zwergplättchen in den Teamfarben blau und grün sowie 16 Goldnuggets. Einmal pro Spielrunde kann jeweils ein Spieler einen Zwerg des grünen oder blauen Teams in das Wegesystem einsetzen. Er legt dafür verdeckt eine Karte ab und stellt den entsprechenden Zwerg auf einem freien Ende des Wegesystems, dann nimmt er sich das entsprechende Plättchen, zieht jedoch keine Karte nach und spielt den Rest der Runde mit verminderter Kartenhand. An dieses Ende darf nun keine weitere Karte mehr angelegt werden, ohne einen Wegezoll an den Spieler zu entrichten, der den Zwerg aufgestellt hat. Hierfür muss ein Spieler, der eine Karte anlegen möchte, ein Gold an den Spieler mit dem Zwergenplättchen zahlen (oder einen anderen Spieler bitten, dies zu tun). Danach wird der Zwerg entfernt und darf in dieser Runde nicht erneut eingesetzt werden.

### KleiderkammerundStollenfest
2016 und 2019 erschienen jeweils Mini-Erweiterungen für das Spiel in Postkarten. Die 2016er-Erweiterung Kleiderkammer erschien als Weihnachtspostkarte des podcasts Bretterwisser und die Erweiterung Stollenfest wurde von Amigo selbst veröffentlicht. In beiden Fällen handelt es sich um Elemente des Wegesystems mit der Breite von zwei normalen Wegekarten, die in das Wegesystem eingelegt werden. Die Karten werden beim Spielaufbau an eine feste Stelle ausgelegt und werden aktiv, wenn sie an das normale Wegesystem angeschlossen werden.
Wird die Kleiderkammer angebunden, muss der Spieler, der die entsprechende Wegekarte angelegt hat, seine Rollenkarte mit einer neuen austauschen und gibt seine bisheriger Rolle damit ab. Wird das Stollenfest angebunden, sammelt die Person, die die letzte Wegekarte gelegt hat, alle Rollenkarten der Mitspieler ein, mischt sie und verteilt sie neu.

### Sonderkarten zu denSaboteur-Weltmeisterschaften
Seit 2016 wurden jährlich zu den Saboteur-Weltmeisterschaften Sonderkarten für das Spiel ausgegeben. Dabei handelte es sich 2016 um eine zusätzliche Rollenkarte Gieriger Zwerg sowie in den Jahren 2017 bis 2023 jeweils um neue Aktionskarten, die im Spiel eingesetzt werden können:
| Sonderkarte       | Rolle/Aktion | Ausgabejahr |
| ----------------- | --- | ----------- |
| Gieriger Zwerg    | Rollenkarte: Der Spieler, der diese Karte bekommt, muss die Verbindung zwischen der Startkarte und der Zielkarte selbst beenden, um zu gewinnen.                                                         | 2016        |
| Zielkarten-Tausch | Der Spieler, der den „Zielkarten-Tausch“ ausspielt, darf ungesehen die Positionen von zwei Zielkarten tauschen.                                                                                          | 2017        |
| Fundgrube         | Spielt ein Spieler die „Fundgrube“, darf er, statt eine Karte von Nachziehstapel zu nehmen, die obersten fünf Karten des Ablagestapels ansehen und von diesen eine auf die Hand nehmen.                  | 2018        |
| Veto              | Ein Veto wird im Zug eines anderen Spielers gespielt, um eine ausgespielte Karte ungültig zu machen. Nachdem beide Karten auf den Ablegestapel gelegt wurden, ziehen beide Spieler eine neue Karte nach. | 2019        |
| Richtungswechsel  | Wird ein „Richtungswechsel“ gespielt, ändert sich die Spielerreihenfolge für den Rest der Runde (und auch bei der Goldkartenverteilung).                                                                 | 2020        |
| Meisterhandwerker | Mit dem „Meisterhandwerker“ können alle drei Sabotage-Aktionen repariert werden. | 2021        |
| Wege-Spezialist   | Der Spieler darf nacheinander im gleichen Zug noch zwei Wegekarten auslegen. Er zieht danach nur zwei Karten nach und spielt für den Rest der Runde entsprechend mit einer reduzierten Handkartenzahl.   | 2022        |
| Umleitung         | Mit der Umleitung darf die zuletzt gelegte Wegekarte auf eine andere Position im Wegesystem umgelegt werden.                                                                                             | 2023        |

## Ausgaben

### Entwicklung und Veröffentlichungen
Das Kartenspiel Saboteur wurde von dem belgischen Spieleautor Frédéric Moyersoen entwickelt. Nach eigenen Angaben wurde er zu dem Spiel über eine Fernsehserie inspiriert, bei der jeweils eine Person die Mission eines Teams sabotieren musste. Er stellte seine Prototypen für das Kartenspiel für vier Personen und mit 60 Karten im Jahr 2001 auf der Nürnberger Spielwarenmesse mehreren Verlagen vor, von denen insgesamt 12 Interesse an dem Konzept bekundeten. Nachdem diese die Prototypen testeten, bekam er mehrere Absagen und bis zur Essener Spielemesse im gleichen Jahr zeigte nur noch der deutsche Verlag Amigo Interesse und wollte das Spiel mit einigen Veränderungen und Anpassungen an mehr Spieler sowie mehr Karten in sein Programm aufnehmen. Die finale Zusage für das überarbeitete Spiel bekam Moyersoen  ein Jahr später, wieder in Essen. Der Verlag publizierte das Spiel 2004 sowohl in deutscher und französischer Sprache wie auch in einer mehrsprachigen Ausgabe. Im gleichen Jahr sowie in den Folgejahren bis heute erschien es in Lizenz international unter anderem auf Englisch, Niederländisch, Italienisch, Spanisch, Portugiesisch, Ungarisch, Polnisch, Rumänisch, Tschechisch/Slowakisch, Griechisch, Chinesisch, Japanisch, Koreanisch, Persisch, Hebräisch, Arabisch sowie in den baltischen und skandinavischen Sprachen.
Im ersten Jahr wurden 25.000 Exemplare des Spiels mit einem Verkaufspreis von 7,- Euro verkauft. Bis zum Jahr 2015 erreichten die internationalen Verkaufszahlen 300.000 Exemplare in einem Jahr und die Gesamtverkäufe über die ersten 11 Jahre erreichten 1,4 Millionen Spiele in mehr als 30 verschiedenen Sprachversionen.

### Erweiterungen und Nachfolger
Im Jahr 2011 erschien mit Saboteur 2 ein Erweiterungsset für das Grundspiel, 2014 kam als Jubiläums-Promo die Mini-Erweiterung Stollengold hinzu und es folgten mehrere einzelne Promo-Karten, unter anderem zu der jährlich stattfindenden Weltmeisterschaft. Zudem gab es in verschiedenen Sprachen Sonderausgaben, in denen Saboteur und Saboteur 2 gemeinsam enthalten waren. zum 20-jährigen Jubiläum 2024 erschien eine Jubiläumsausgabe mit Saboteur und Saboteur 2, Nachdrucken der Weltmeisterschaftskarten und weiterer Mini-Erweiterungen sowie erstmalig erschienenen Mini-Erweiterungen als 20 Jahre-Edition.
2016 erschien das Spiel Saboteur – Das Duell als eigenständiges Spiel für zwei Personen. Es vereint die meisten Elemente des Grundspiels und der Erweiterungen Saboteur 2 und Stollengold und führt Trolle, Schlüssel und Zwergenmarker ein. Zudem wird ohne den namensgebenden Saboteur und mit einem anderen Startaufbau gespielt. Mit Saboteur – The Lost Mines folgte 2019 eine Brettspiel-Version, die auf dem Kartenspiel Saboteur aufbaut. 2022 kam mit Saboteur – The Dark Cave ein weiteres eigenständiges Spiel hinzu, das die Geschichte von The Lost Mines fortführt. Hier versuchen die Zwerge Tunnel von der Mine aus in Richtung der vier Eckkarten zu bauen, von denen nur eine den Ausgang darstellt.

## Belege
1. 1 2 3 4 5 6 7  Offizielle Spielregeln für Saboteur, amigo 2012.
2. 1 2 3 4 5  Offizielle Spielregeln für Saboteur 2, amigo 2014.
3. 1 2  Stollengold in der Datenbank BoardGameGeek; abgerufen am 27. Januar 2024.
4. ↑  Saboteur: Wegezoll in der Datenbank BoardGameGeek; abgerufen am 28. Januar 2024.
5. 1 2  Saboteur: The Wardrobe Cavern in der Datenbank BoardGameGeek; abgerufen am 28. Januar 2024.
6. 1 2  Saboteur: Das Stollenfest in der Datenbank BoardGameGeek; abgerufen am 28. Januar 2024.
7. ↑  Offizielle Spielregeln für Saboteur 20 Jahre-Edition, amigo 2024.
8. ↑  Saboteur: Selfish Dwarf in der Datenbank BoardGameGeek; abgerufen am 27. Januar 2024.
9. ↑  Saboteur: Map Swap in der Datenbank BoardGameGeek; abgerufen am 27. Januar 2024.
10. ↑  Saboteur: Treasure Trove in der Datenbank BoardGameGeek; abgerufen am 27. Januar 2024.
11. ↑  Saboteur: Veto in der Datenbank BoardGameGeek; abgerufen am 27. Januar 2024.
12. ↑  Saboteur: Change Order in der Datenbank BoardGameGeek; abgerufen am 27. Januar 2024.
13. ↑  Saboteur: Master Craftsman in der Datenbank BoardGameGeek; abgerufen am 27. Januar 2024.
14. ↑  Saboteur: Pathfinder in der Datenbank BoardGameGeek; abgerufen am 27. Januar 2024.
15. ↑  Saboteur: Deviation in der Datenbank BoardGameGeek; abgerufen am 27. Januar 2024.
16. 1 2 3  Saboteur: The successful mining-themed card game auf analoggames.com; abgerufen am 27. Januar 2024.
17. ↑  
Versionen von Saboteur in der Datenbank BoardGameGeek; abgerufen am 27. Januar 2024.
18. ↑  Saboteur: 20 Jahre-Edition in der Datenbank BoardGameGeek; abgerufen am 27. Januar 2024.